# Синдром праздничного сердца
Синдро́м пра́здничного се́рдца (англ. Holiday heart syndrome) — нарушение сердечного ритма (как правило, фибрилляция предсердий), возникающее в результате употребления алкогольных напитков людьми, которые в целом здоровы. Термин введён в 1978 году Филипом Эттингером.
Синдром праздничного сердца, как правило, связывают с эпизодическим употреблением большого количества алкоголя за короткий промежуток времени (англ. binge drinking), в то время как хроническому алкоголизму свойственна несколько отличная картина сердечных нарушений.
Основным симптомом являются пальпитации — нерегулярное сердцебиение, ощущаемое как пропущенные или дополнительные удары сердца. Другие симптомы — боль или давление за грудиной, одышка и обморок.
Как правило, симптомы спонтанно разрешаются в течение 24 часов.
Нерегулярное сердцебиение может быть серьезным. Если учащенное сердцебиение продолжается дольше нескольких часов, пациенту следует обратиться за медицинской помощью. Некоторые нарушения сердечного ритма (аритмии), связанные с синдромом праздничного сердца после запоя, могут привести к внезапной смерти, что может объяснить некоторые из случаев внезапной смерти, обычно регистрируемых у алкоголиков. Фибрилляция предсердий — наиболее частая аритмия при синдроме праздничного сердца.